# Expressway 253 (Südkorea)
Der Expressway 253  ist eine Schnellstraße in Südkorea. Die Autobahn ist eine Ost-West-Route durch den Südwesten des Landes, in der Gegend von Gwangju. Die Autobahn ist 42 Kilometer lang.

## Straßenbeschreibung
Südlich der Stadt Gochang beginnt der Expressway 253 am Expressway 15, der Küsten-Autobahn von Seoul nach Mokpo entlang der Westküste von Südkorea. Die Autobahn führt durch bewaldeten Berge und durch einige Tunnel. Nördlich von Gwangju überquert man den Expressway 25, der aus Jeonju kommt und nach Gwangju verläuft. Der Expressway 253 verläuft nördlich von Gwangju entlang und kreuzt nordöstlich der Stadt Daegu den Expressway 12. Nicht viel weiter endet der Expressway 253 auf dem Expressway 25.

## Geschichte
Die Autobahn wurde in zwei Phasen gebaut und der erste Abschnitt öffnete am 7. Dezember 2006 zwischen dem Expressway 25 und nördlich von Gwangju. Der zweite Teil wurde am 13. Dezember 2007, fast genau ein Jahr später, zwischen dem Expressway 25 und dem Expressway 15 bei Gochang, eröffnet.
Am 3. Januar 2008 wurde die Nummerierung von Expressway 14 zu Expressway 253 geändert. Allerdings ist die Autobahn noch als Expressway 14 ausgeschildert und auf Karten als solche zu finden.

## Eröffnungsdaten der Autobahn
| von       | nach      | Länge | Datum      |
| --------- | --------- | ----- | ---------- |
| Jangseong | Daedeok   | 25 km | 07.12.2006 |
| Gochang   | Jangseong | 17 km | 13.12.2007 |

## Verkehrsaufkommen
Die Autobahn führt durch einen ländlichen Teil von Südkorea und nicht direkt an großen Städten vorbei, die Autobahn dient als Wechsel mehrerer Autobahnen in der Region Gwangju. Die Intensität lag im Jahr 2008 zwischen 10.000 und 16.000 Fahrzeugen pro Tag.

## Ausbau der Fahrbahnen
| von           | nach          | Länge | Fahrspuren |
| ------------- | ------------- | ----- | ---------- |
| Expressway 15 | Expressway 25 | 42 km | 2 × 2      |